# Denise Johns
Denise Johns (n. 9 decembrie 1978, Ettelbréck, Diekirch, Luxemburg) este o jucătoare de volei din Anglia, care a crescut în Statele Unite ale Americii, tatăl ei fiind englez, iar mama sa fiind originară din Luxemburgul ei natal.
În prezent, ea locuiește în Midsomer Norton, Somerset, Anglia, cu soțul ei.